# Élet

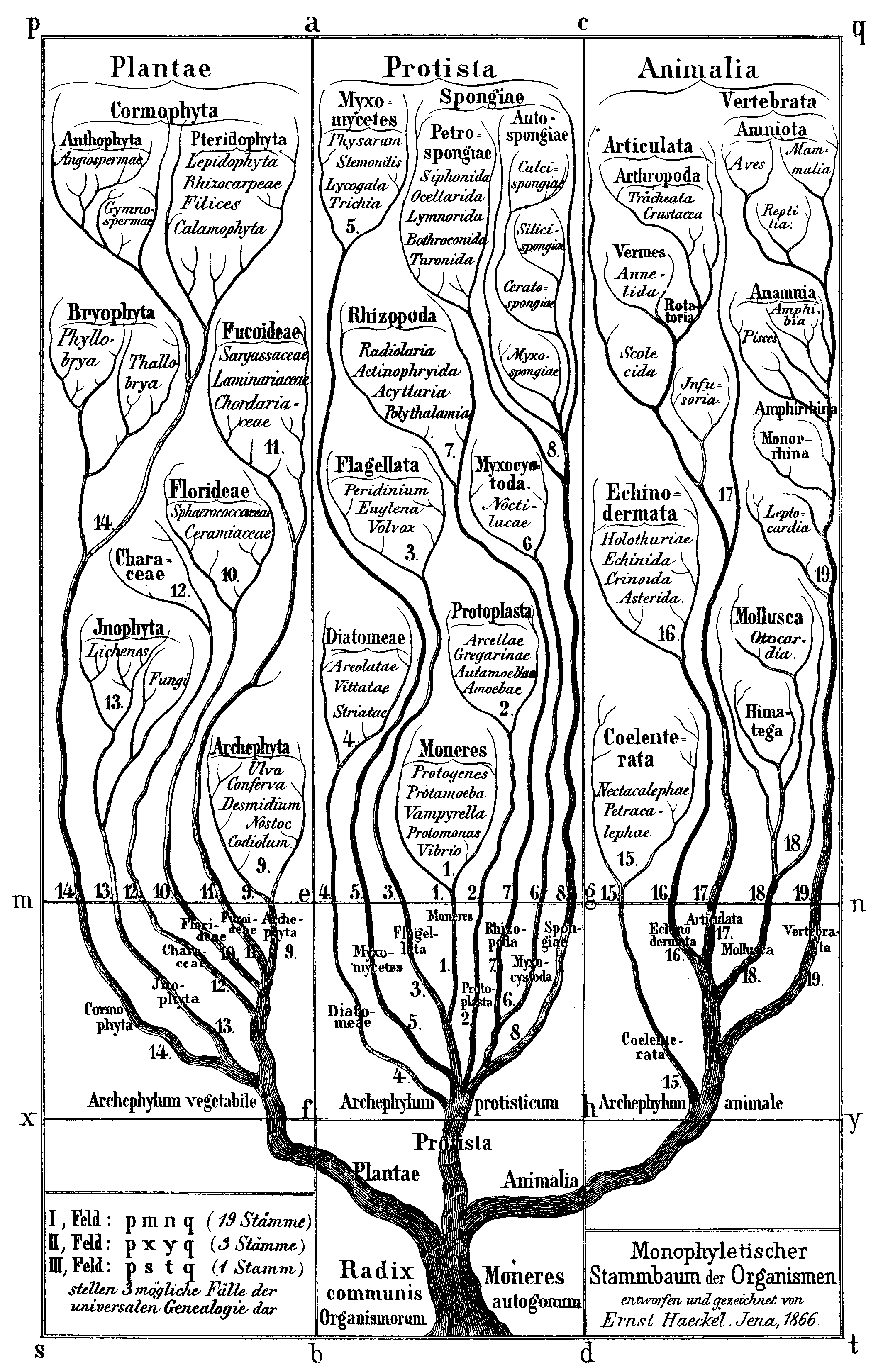
Ernst Haeckel 1866-os Generelle Morphologie der Organismen c. művében az "élet fája"

Az élet – a materialista világnézet szerint – az anyag legmagasabb rendű szerveződése, definiálása a természettudományok legnehezebb feladatai közé tartozik.
Nem rendelkezünk az élet olyan tömör, pontos meghatározásával, amelyet a tudományos közösség egyöntetűen elfogadna, de van olyan világnézet-semleges meghatározás is, miszerint az élet nem más, mint a világ fejlődési folyamata.
Biológiai értelemben az élet a biológiai rendszerek, vagyis az élő szervezetek létezési módja.

## Az élet fogalma
A legkisebb olyan biológiai rendszert, amely már önállóan életjelenségeket mutat, sejtnek nevezzük. A legkisebb olyan biológiai rendszert pedig, amelyik más élő rendszerektől függetlenül képes fennmaradni, bioszférának nevezzük. Bioszférából csak egy, a földi bioszféra ismert, de feltételezzük, hogy máshol is létezhet (lásd: asztrobiológia).
Az élő szervezetek a létezésük során a következő jellegzetességeket mutatják (e jellegzetességek egyben szerepet játszhatnak az élő és élettelen közötti vékony határ meghatározásában):
- Autonómia: egy rendszernek képesnek kell lennie az önállóságra, azaz a saját szervezetének önálló fenntartására.
- Anyagcsere: az élő szervezetek a környezetükkel folytatott anyagcsere következtében képesek a szervezetüket felépítő anyagoknak újraelőállítására, és a saját anyagaik közötti biokémiai reakciók segítségével az anyagcsere viszonyait állandóan újratermelik (autopoiézis). Ennek eredménye a szervezetük autonóm fenntartása. A környezetükből felvett tápanyagok átalakításai során energiához is jutnak; ez az energia szükséges a biokémiai folyamatok lezajlásához és számos más életműködéshez is. Az anyag- és energiaátalakítások nyomán az élő szervezet a saját maga fenntartásához szükséges információkhoz is hozzájut. A kémiai anyagátalakítások során felszabadult energia egy része hőenergiaként elvész (az nem hasznosítható másra, egyedül a test melegítésére). A saját test felépítésében és energianyerésre már nem hasznosítható hulladékanyagokat az anyagcsere folyamán az élő szervezetek kiiktatják magukból (kiválasztás). Az anyagcsere biokémiai reakcióinak irányai és sebességei változhatnak bizonyos határok között, de az anyagok áramlásának alapvető szerkezete nem módosulhat. Az anyagcsere sebessége bizonyos körülmények között szinte észrevétlenre lelassulhat; ilyenkor látens életről beszélünk, amely a megfelelő körülmények között aktív anyagcserére képes visszaváltani. Egyes állatok (például békafajok) képesek rendkívül alacsony hőmérsékleten lelassítani, utána pedig újraindítani életfolyamataikat, viszont a folyamat egésze során élőnek tekintendők.

Az anyagcserét biokémiai szempontból megfelelően ragadja meg az alábbi idézet: „Az anyagcsere egy átfogó folyamat, melyen keresztül az élő rendszerek szabad energiát használnak fel a különböző életfolyamataik működése érdekében. Ezt úgy teszik, hogy a tápanyag oxidációjának exergonikus reakcióit az élő állapot fenntartásához szükséges endergonikus folyamatokhoz használják fel. Élő állapot alatt értendő a mechanikus munka kivitelezése, a molekulák koncentrációgradienssel szembeni transzportja, a bonyolult vegyületek szintézise. Ezért lehet kijelenteni, hogy a tűz nem élő, hiszen minden tüzelőanyagának oxidatív energiáját kibocsátja mint hőt.”
A biológiai szerveződésű anyagcserét azért kell legalapvetőbbnek tekinteni az élet szempontjából, mert az élet a bonyolultan szerveződött anyagcsere biokémiai reakcióhálózata működésének emergens következménye. Nem azonos magával az anyagcserével, de a biológiai anyagcsere létrehozza azokat az életműködéseket, amelyek epifenoménje az élet maga.
- Állandóság és változékonyság (variabilitás): mivel a darwini kényszer alatt áll egy élőlény, ezért tudnia kell alkalmazkodni, különben a környezeti változások miatt elpusztul. Az állandóságot az anyagcsere biokémiai hálózata adja, de ennek folyamatai bizonyos határok között változhatnak.
- Az állandósággal és a változékonysággal függ össze az élő szervezeteknek az a képessége, hogy a környezet hatótényezőit detektálni képesek (azaz ingerek hatásai érik őket), ezekre jellegzetes válaszreakciót is tudnak adni, vagyis ingerlékenységet mutatnak. Az ingerlékenység éppen az anyagcsere-reakcióik bizonyos mértékű eltolódásait és az életműködéseik olyan mértékű megváltozásait jelentik, amelyeket az élő szervezet még elvisel (tolerál). Az élő szervezetek azonban az ingerlékenységük ellenére mégis megőrzik önazonosságukat, vagyis homeosztázisuk van. Az élet csak addig áll fenn, ameddig a szervezet homeosztatikus. Amint a környezet hatótényezői olyan intenzívekké válnak, vagy olyan tartós hatásúak, hogy a rájuk adott változások már az önazonosság megőrzését fenyegetik, akkor a hatótényezővel való kölcsönhatás már nem inger, hanem stresszor, a rá adott belső válasz nem ingerület, hanem stresszválasz. Ez a stresszválasz a szervezet önépítő képességét kimerítheti, így ha a stresszor hatása továbbra sem szűnik, a szervezet elpusztulhat (megszűnik élni, mert elveszti homeosztatikus képességét). Előfordulhat azonban az is, hogy a stresszor hatására vagy a stresszválasz következtében az élő szervezete egy másik homeosztatikus állapotba jut, és ezt a másik állapotát képes megőrizni (ez a krónikus betegség állapota).

Bár sokan és sokszor vélték úgy, hogy az élő szervezetek önreprodukciója, azaz szaporodása mint az élő szervezetek alapvető életműködése szükséges az élet létezésének megállapításához, a valóságban a reprodukció magának az életnek sem nem szükséges, sem nem elégséges feltétele. Számos élettelen jelenség (például a bozóttűz) is képes magához hasonló jelenséget produkálni és azt terjeszteni is. Másrészt viszont az élő öszvér vagy a hangya egyed nem képes szaporodni. A reprodukció csak az egyedek fölötti szerveződések önmegőrződéséhez szükséges, az egyedi szervezetek életéhez nem; ez azt is jelenti, hogy az élet és a biológiai evolúció egységei nem azonosak.

### A fogalomalkotást nehezítő tényezők
- Nyelvfilozófiai értelemben: Könnyen összekeverhető a meghatározásban az élet és a lét fogalmak jelentése.
- Kulturális értelemben: Nem minden kultúrának van olyan kifejező nyelvi szóhasználata ahol e két fogalom élet és lét jelentésükben elkülönülnek.

Önmagukban az egyes életjelenségek sem definiálják megfelelőképpen az életet. Például
- Táplálkozás: a hurrikán is „táplálkozik”, hiszen anyagot vesz fel és növekszik általa, mégsem tekintjük élőnek. Ezért az élő szervezetek táplálkozását szigorúan specifikusan kell meghatározni, az nem pusztán anyag- és energiafelvétel.
- Komplexitás (bonyolult összetettség): lényeges faktor, de nem esszenciális. Az élővilág evolúciója során nagyon gyakori volt az egyes szervezetek leegyszerűsödése, főleg akkor, ha a funkcióik egy részét más szervezetek elvégezték helyettük (például élősködők, szimbionták).
- Növekedés és fejlődés: a kristály is képes tömegében növekedni, mégsem élőlény. Még a minőségi változások sorozata (a fejlődés) sem csak az élő szervezetek vagy biológiai rendszerek sajátossága, hanem egyetemesnek látszó jelenség lehet (fejlődik például a körülöttünk levő világegyetem is).
- Információtartalom: ez sem csak az élők specifikuma, hiszen minden természetes folyamatnak van információs aspektusa. Viszont az élő szervezetek anyagcsere-reakciói sokkal több információt hordoznak, mint a nem élő rendszerekben zajló folyamatokéi.
- Hardver–szoftver keveredése: a „szoftver” és „hardver”, azaz a főleg információtároló nukleinsav és a működéseket irányító fehérje szoros kapcsolata elengedhetetlen.
- „Földhözkötöttség”: jelenleg csak egyetlen kifejezett életformát ismerünk, a szén alapra épülő földit.

Ezen tényezőket figyelembe véve, az élet definíciójára azt lehetne mondani, hogy a különlegesen szerveződött anyagcsere, az állandóság és variáció képessége, sőt, ezek szervezett kölcsönös kapcsolata, a homeosztázis tűnik esszenciálisnak, ezen túl az információtartalom és a szaporodás szemiesszenciális tényezők.

### Biológia-orientált definíció
1. Az élőlények sajátos biológiai molekuláris komponensekből állnak, úgymint szénhidrátok, lipidek, nukleinsavak és fehérjék.
2. Mind energiára, mind kémiai anyagra, mind információra szükségük van az élet fenntartásához. A kémiai anyagok átalakításaiból nyerik az élő szervezetek a saját anyagaikat is; az anyagátalakításuk energiát szabadít fel vagy nyel el.
3. Legalább egy sejtből kell, hogy álljanak, mert csak a legalább ilyen komplexitású rendszer képes homeosztázisra és ingerlékenységre az életműködések fenntartása mellett.
4. Homeosztázissal rendelkeznek, vagyis a rájuk ható környezeti tényezők változtató hatásai ellenében megőrzik az önazonosságukat (ha azok nem haladnak meg egy kritikus értéket).

### Kémiai megfontolások
A földi élet szén alapú. Szerves vegyületeink szén alapvázat tartalmaznak. Nem zárható ki azonban az alapként más kémiai elemet felhasználó életforma léte az univerzumban (földönkívüli élet), viszont a szén univerzális jellegét hangsúlyozó elméletet carbon chauvinism-ként („szén-sovinizmus”) említik. A szén tárgyhoz kapcsolódó különlegességét olyan tulajdonságai adják, mint a viszonylagos gyakoriság, a kis atomméret, illetve legfőképpen az a jellegzetessége, hogy négy vegyértékelektronjának köszönhetően rendkívül változatos módon képes – önmagával, valamint számos más kémiai elemmel és vegyülettel – kémiai reakcióba lépni, stabil vegyületeket alkotni. A szénhez való kémiai hasonlóság miatt a szilícium alapú élethez fűznek nagy reményeket.

### Egyéb meghatározások
Néhány elmélet olyan rendszernek tekinti az élőlényt, mely önszervező: a saját anyagainak átalakításai úgy vannak szervezve az anyagcsere reakcióhálózatában, hogy képes legyen a felvett tápanyagokból állandóan gyártani a saját felépítő vegyületeit, és azoknak a segítségével tartja fenn a homeosztázisát. Az élő rendszer továbbá potenciálisan képes magához szervezettségben hasonló homeosztatikus lényt létrehozni, azaz potenciálisan képes önmagát reprodukálni (de ez nem abszolút kritériuma az életnek). Bár az élő szervezetek is disszipatív (hőenergia-szétszóró) rendszerek, azonban nem tévesztendők össze a csak disszipatív rendszerekkel, l. tűz.

A következő variációk jelentek meg:
- Francisco Varela és Humberto Maturana meghatározása szerint (melyet Lynn Margulis is használt) az élőlény egy önálló, önreprodukáló, vízalapú, lipid-fehérje burokkal rendelkező, szén anyagcserés, nukleinsavval replikáló fehérje kiolvasó rendszer, amely minden felvett tápanyagból saját magát építi (autopoietikus).
- A belső negatív visszacsatolásokat egy magasabbrendű pozitívvá átalakító rendszer tekinthető élőlénynek.[2]
- Tom Kinch: Az élet egy magasan organizált rendszer, mely replikátorok populációjából áll, melyek képesek mutálódni; ezen replikátorok körül egy-egy homeosztatikus rendszer épült, aktívan segítve a szaporodást, vagy éppen megvédve a replikátorokat. Ez a meghatározás az élet és az evolúció egységeit összekeveri.
- Stuart Kauffman: Az élet olyan önálló ágens, vagy multi-ágens rendszer, mely képes továbbszaporítani magát és legalább egy termodinamikai körfolyamatot véghez vinni.
- Robert Pirsig: Az élet egy olyan rendszer, mely próbálja maximalizálni jövőbeli lehetőségeit, azaz olyan döntéseket hozni, melyek a jövőbeli lehetőségeinek tárházát a lehető legszélesebbre változtatják.
- Az élet egy rendszer, mely az energia áramlásával az entrópiát negentrópiává változtatja. Ez a megfogalmazás önmagában kevés, mert számos élettelen nyílt rendszer is képes erre. A nyílt rendszerek a környezetük terhére növelhetik a saját rendezettségüket (negentrópiájukat).
- Andrew Vernon szerint Nem tudunk semmit sem arról, hogy az élet önmagában véve micsoda, mivel mi magunk vagyunk a tudatos élet forrása. A mozgás vagy az érző lénnyé, élőlénnyé válás folyamata valami olyan, ami éppen most történt velünk. Senki sem tudja megmondani, hogy mi az élet, mivel a forrás nem megismerhető. Csak a külső megjelenés megismerhető. Mindent, amit az életről tudunk, az élet folyamataiban ismertük meg, amely maga is az élet megnyilvánulása, és a tudatosság személytelen hatalmán belül és az által valósul meg. A forrás azonban nem különül el az ő megnyilvánulásától. Isten a Teremtő teremtésként nyilvánul meg. Az élet él, és ami él, élet. Senki sincs, aki élné az életet. Az „én (ez a forma) és a „te (az a forma) csupán az önmagát különböző módokon megnyilvánító életre vonatkozó kifejezések. [3]

A fogalmi meghatározás bonyodalmai úgy kerülhetők meg, hogy a természet jelenségei közül az életet körülhatárolni tudjuk az életkritériumok segítségével: azok a rendszerek mutatnak életet (vagyis azok az élő, biológiai rendszerek), amelyek ezeknek a kritériumoknak megfelelnek.

## Az élet megközelítése
Az életkritériumok olyan állítások, melyek logikai eszközként segítenek abban, hogy egy vizsgált rendszerről eldönthetjük, hogy élő (biológiai) rendszer-e, vagyis hogy jellemző-e rá az élő állapot vagy sem. Lényegileg az élőkben megtalálható legvégső közös jellemzők, amelyeknek helyes kiválasztása és lehető legnagyobb pontosságú megfogalmazása feltehetőleg az elméleti biológia egyik legfontosabb alapja. Az „élet” definiálása az „életkritériumok” segítségével tudományfilozófiai szempontból a „kontextuális definíciók” egy példája.
Korábban életkritériumoknak az életjelenségeket gondolták. Ezek azok a megnyilvánulások, amelyek valamilyen módon a tudomásunkra jutnak az élő szervezetek működéseiről, amelyek megjelennek a számunkra. Ilyenek a mozgás, a táplálkozás, a légzés, a kiválasztás, a növekedés, az ingerlékenység, a fejlődés, a szaporodás. Ám az életjelenségek száma és milyensége is a megfigyelés módjától függ, mert például az anyagcsere részfolyamatai szabad szemmel nem figyelhetők meg; a többi életműködés esetében is egyszerű megfigyeléssel csak a felszínig tudunk hatolni. A problémát tovább bonyolítja, hogy az élőnek nem kell az összes életjelenséget egyszerre mutatnia ahhoz, hogy élő állapotban levőnek tartsuk; például a nyugvó állapotú növényi mag nem mozog, még a légzése is oly minimális lehet, hogy esetleg észre sem vesszük; a növekedés csak potenciális képesség, mert az éppen nem növekvő, sőt, csökkenő szervezet is még lehet élő. A fejlődés csak hosszabb időtávon át történő szemléléssel tűnik fel a megfigyelőnek. Még különösebb státuszú ebből a szempontból a reprodukció (vagy szaporodás): ez maga nem szükséges feltétele az életnek (hiszen például az öszvér és a dolgozó méh egyedek nem szaporodnak, de még a reprodukcióra képes élő szervezetek is rendszerint csak bizonyos időnként mutatják ezt a működést, de közben is élnek.
Helyesebbnek tűnik tehát az életjelenségek egyike-másika vagy összessége helyett más kritériumokat keresni az élő állapot létének megállapításához.
Mivel egy nyílt kémiai rendszer akkor és csak akkor élő, ha benne sajátos módon összetett (főleg kémiai) folyamatok (életműködések) zajlanak, azokat az életműködéseket és rendszerszerű összefüggéseiket lehet életkritériumoknak tartani Gánti Tibor biokémikus javaslatára, amelyek 1/ minden egyes élő szervezetben, azok életének minden pillanatában megtalálhatók, amelyeknek folyamatos és egyidejű jelenléte nélkül a rendszer nem nevezhető élő állapotúnak; 2/ amelyek a szervezetekből álló összetett rendszerek (egyedek fölötti szerveződések) létezése és fejlődése szempontjából nélkülözhetetlenek. Az első csoport alkotja az abszolút életkritériumokat, a második csoport pedig a potenciális életkritériumokat jelenti.
Az abszolút életkritériumok a következők lehetnek:
1. Az élő rendszernek inherens módon (vagyis belső sajátosságaikból fakadóan) egységnek kell lennie. Ez azt jelenti, hogy a rendszer tulajdonságai nem rakhatók össze egyszerű addícióval a részeinek tulajdonságaiból, mert a rendszer lényege az elemei közötti (nemlineáris) kölcsönhatásokban van.
2. A rendszernek biológiai anyagcserét kell folytatnia. Ez nem pusztán anyagok felvételét és leadását, valamint átalakítását jelenti, hanem azt is, hogy eközben a szervezet saját (kívülről fel nem vehető) anyagait a rá jellemző arányokban, időben és térben előállítja, sőt, akár gyarapíthatja is, miközben az anyagátalakítások kémiai (elektromágneses) energiával is ellátják, és az anyagátalakítások során a rendszer azokat az információkat is forgalmazza, amelyek az önirányításához (szabályozásához) és önszerveződéséhez szükségesek. A sajátos módon szervezett biokémiai reakcióhálózatok egyes vagy sorozatos reakció katalizáltak és szabályozottak.
3. Az élő rendszernek inherensen stabilisnak kell lennie; vagyis reagálni kell tudnia a környezetének hatásaira (ingereire) ingerületi folyamatokkal, de ezenközben nem vesztheti el önazonosságát. Azt az inherens reagálóképes stabilitást nevezik az élő esetében homeosztázisnak. Ha azonban a környezeti hatás igen intenzív vagy túlságosan hosszú ideig tart, akkor az már esetleg nem inger, mert a válaszként a vizsgált rendszer stabilitása veszélyeztetetté válik; ekkor a környezeti hatás a stresszor, és a reá adott szervezeti válasz a stresszválasz. A stresszor közvetlen vagy a saját stresszválasza közvetett hatására az élő rendszer vagy átbillen egy másik homeosztatikus állapotba (és abban stabilisan létezik, hiszen a nyílt rendszereknek több stabilis egyensúlyi állapota is lehetséges), vagy megszűnik az eredeti homeosztázisa egy másik stabilis állapot megtalálása nélkül; ez esetben a rendszer megszűnik élő lenni, elpusztul, meghal.
4. Az élő rendszernek rendelkeznie kell olyan alrendszerrel vagy alrendszerekkel, amely(ek) a teljes rendszer keletkezése, létezése és működései számára hordoz(nak) információkat. Ilyenek: elsősorban az örökletes információt hordozó genetikai állomány (az örökítő anyag), a sejtek közötti kommunikációk rendszere (főleg a hormonális és az idegrendszer), továbbá a sajátot az idegentől megkülönböztető önvédő rendszer (például az állatok immunrendszere).
5. Egy különleges életkritérium lehet a halál. Ugyanis csak az előzőleg élt szervezetek tudnak meghalni. Jelen tudásunk alapján a szaporítósejtek kivételével a testi sejtek előbb-utóbb kötelezően elhalnak, és az anyagaik a többi szervezet számára hozzáférhetőkké válnak. A szaporítósejtek révén az élővilágban az élet folyamatosan folytatódik, de a testi sejtek bizonyos idő után elvesztik homeosztázisukat, és így elpusztulnak.

A potenciális életkritériumok a következők:
1. Az élő állapotú rendszernek rendelkeznie kell a növekedés és a reprodukció (szaporodás) képességével. A növekedés a saját anyagok arányos gyarapodását jelenti. Ezt autokatalitikus kémiai reakcióciklusok működése teszi lehetővé elsősorban, de vannak másféle reprodukciós (vagy replikációs) folyamatok is. A reprodukció is lényegében a növekedéssel összefüggő folyamat, csak itt a szervezet által termelt anyagok egy része térben el is különül az előd szervezettől. Az utód az előd által megkapja mindazon anyagokat, amelyek majd az utód életét lehetővé teszik.
2. Ha történt reprodukció, akkor az előd(ök) és az utód(ok) összehasonlítása feltárja az öröklődés jelenségét: az utódok szerveződése lényegileg azonos az elődökével. Ám az átadott anyagok mégsem tökéletes másolatai az elődök megfelelő molekuláinak, ezért az utódok többé-kevésbé módosult változatai az elődöknek. Mivel a szaporodáskor az inherensen változni képes anyagok adódnak át az utódokba, ez azt jelenti, hogy az öröklődés a szerveződés megőrzése mellett az örökletes változékonyság (mutabilitás) letéteményese is. Ennek az egyedek fölötti szerveződések fejlődése szempontjából van jelentősége: a populációk és társulások egyedeinek változatossága azt eredményezi, hogy az egyedeknek különbözők az esélyei az életben maradásra és a reprodukcióra. A mutabilitás az oka a genetikailag rokon, de mégis többé-kevésbé eltérő változatok létezésére, az élő rendszerek változatosságára, az élővilág sokféleségére (diverzitására).
3. Ha adva vannak az öröklődő változatok, akkor az egyedek fölötti szerveződésekben lesznek olyan folyamatok, amelyek ezeket megkülönböztetik egymástól, válogatnak az eltérő típusok között. Ezek a természetes szelekciók. A magasabb hierearchiaszintű biológiai egységekben felléphetnek továbbá olyan folyamatok, amelyek változtatni képesek a különféle öröklődő változatok arányát (véletlenszerűen vagy irányítottan). A természetes szelekciók és a változatok arányát befolyásolni képes egyéb folyamatok működésének eredményeképpen az egymást követő nemzedékekben a különféle változatok összetétele változni fog. Ez a biológiai evolúció alapja.

## Az élő rendszer biokémiai alrendszerei

Különböző sejtosztódási folyamatok

Egy élő (biológiai) rendszer még a legegyszerűbb megjelenési formájában is legalább négy biokémiai alrendszer szerveződött összekapcsolódásából jön létre:
1. Az anyagcsere kémiai reakcióciklusai egymáshoz kapcsolódva adják azt a "kémiai motor"-t, ami lehetővé teszi a biokémiai reakcióhálózat bővített újratermelődését (növekedését autokatalitikus ciklusokkal; J.B.S. Haldane, 1932; Gánti Tibor, 1971). Ez a biokémiai motor egy disszipatív rendszer, amely nem tudja a tevékenységét megőrizni folyamatos energiafelhasználás nélkül (ugyanis működésének entrópianövekedése hőenergia formájában leadódik a külvilágba). A motor reakció-körfolyamatai teszik lehetővé, hogy a külső körülmények tolerancia határain belüli megváltozásai ellenére a rendszer megőrizheti önazonosságát. Ugyanis az összes alrendszer fő molekuláinak építőköveit: a foszfolipideket, az aminosavakat, a nukleotidokat ez a rendszer állítja elő a tápanyagok átalakításai során.
2. A rendszernek rendelkeznie kell egy konzervatív struktúrájú (az anyagcsere reakcióiban részt alig vagy nem vevő) információhordozó alrendszerrel, amit örökítőanyagnak mondhatunk. Ez egy vagy több olyan speciális makromolekula, ami a nagyságánál fogva elegendő mennyiségű és tartós információt hordoz a rendszer egészének működése számára: ez határozza meg a biokatalizátorok termelődését. Az a konzervatív molekula (a mostani élővilágban a DNS) az anyagcsere reakcióinak segítségével a saját mintájára saját magáról másolatokat készíttet, és így igen nagy mértékben változatlanul bekerülhet az utód sejtekbe is.
3. A biológiai rendszert közvetlenül a külvilágától elhatároló és egyben azzal össze is kötő határoló struktúra alrendszere. Ez olyan molekulákból áll, amelyeket szintén az anyagcsere biokémai reakciói hoznak létre, önmaguktól spontán összeállva körülveszik a biológiai egységet és ezzel azt a térben lehatárolják, de egyben lehetővé is teszik a tápanyagok és anyagcsere-köztitermékek (metabolitok) felvételét és a hulladékanyagok meg egyes metabolitok leadását. Az élő sejtek esetében ezek a sejtet borító és a sejtek belsejében is megtalálható sejtmembránok, míg a soksejtű lények egésze esetében a bőrszövetrendszer, illetve a kültakaró.
4. A negyedik alapvető alrendszer a térbeli vonatkoztatásokat jelentő külső és/vagy belső vázak és szállítók rendszere: a sejtet borító plazmamembránon kívüli tokok vagy sejtfalak bizonyos fixációs pontjai (a prokarióták esetében), vagy a sejteken belüli sejtváz fehérjerendszere (az eukarióták esetében). Az enzimek és más fehérjék jelentős része, az örökítő anyag (DNS) molekulái, az RNS molekulák jó része is a membránok, a tokok vagy a sejtváz komponenseihez kötődnek; ezért ezeknek az utódsejtekbe elosztódása azt is biztosítja, hogy e fontos biológiai molekulákkal az utód szervezetek is rendelkezni fognak.

E (legalább) négy alrendszer bonyolult együttműködése egy olyan komplex kényszerfeltétel-együttest igényel, ami nélkül nem jöhet létre az élet. E kényszerfeltételek számunkra is megnyilvánuló megvalósulása a struktúra. Az élők bonyolult kényszerfeltétel-rendszeri igénye magyarázza, hogy az a minimális struktúra, ami képes egyáltalán kivitelezni az élethez szükséges folyamatokat, a legprimitívebb prokarióta sejt. Úgy tűnik, hogy az élethez minimálisan szükséges gének száma 300 és 500 között lehet, ahogy a legegyszerűbb prokarióták működése alapján becsülik. Ezért nem lehet élőnek tekinteni a nem-sejtes felépítésű rendszereket, még ha azok bonyolult működéseket képesek is kivitelezni. Ezért is nem élők például a vírusok és a szubvirális rendszerek (prionok, viroidok, szatellitek), mert nincs sejtes struktúrájuk és nincs önálló anyagcseréjük sem.

A több biokémiai alrendszerből való felépítettséget már régebben is felismerték. Csak fenomenológiai és kolloidkémiai modell volt az Alekszandr Ivanovics Oparin által kimunkált koacervátum modell, amely még nem tárgyalta a kémiai reakció-alrendszerek speciális kölcsönhatásait. Ezt követően a nukleinsavak és a fehérjék gyarapodásának kölcsönös egymásra utaltságát állították a középpontba (például Manfred Eigen hiperciklus modellje). Gánti Tibor biokémikus ismerte fel az anyagcsere biokémiai "motor"-jának kulcsfontosságú szerepét, majd hozzákapcsolta a fehérjék és a nukleinsavak polimerizációs reakcióit, azután a membránokat alkotó építőkövek létrehozását és működését is; így már 1971-től folyamatosan fejlesztette a kemoton modelljét. A külső és/vagy belső váz és szállító alrendszerek hozzászerveződését és integrációját eddig még nem sikerült kielégítő módon megoldani.

### Önszerveződés és autonómia
Az élők a saját anyagaikat és az azok közti viszonyokat térben és időben állandóan és folyamatosan újra előállítják. Ezért az életet hordozó anyagi rendszerek tulajdonképpen nem is egyszerűen léteznek, hanem történnek (vagyis a puszta létezésüknek jellegzetes története van, ahogy ezt Ludwig von Bertalanffy kifejezte). Az anyagcseréjükben az információhordozó és az aktivitást kifejtő rendszerek között nemcsak szoros kapcsolat, hanem sajátos cirkuláris (körkörös) meghatározottság van: Az örökítő anyag szükséges a biokatalizátorok létrehozásához, de a biokatalizátorok meg szükségesek az örökítő anyag esetleg képződő hibáinak kijavításához és az örökítő anyagnak a lemásolásához is. Mind a biológiai katalizátorok termeléséhez, mind az örökítő anyag lemásolásához a szükséges építőköveket az anyagcsere-"motor" reakcióútjai állítják elő a felvett tápanyagokból; de hogy a felvett tápanyagok átalakításai milyen építőköveket mikor és milyen mennyiségben hoznak létre, az meg a biokatalizátoroktól függ. Az anyagcsere reakcióútjai és a biokatalizátor enzimek működése, illetve az örökítő anyag anyagcserében való kifejeződése (a biokatalizátorok szintézise) és az enzimek működései között számos irányítási-szabályozási kölcsönhatás létezik; ezek teszik lehetővé az anyagcsere és általában az életműködések önszerveződő jellegét, hozzák létre az élő szervezetek autonómiáját.

### Öröklődés és változékonyság
A legalább négyféle és egyenként is bonyolult biokémiai alrendszer egyike sem mentes teljesen az információs zajtól; ezért bennük az eredeti alkotórészeknek változatai is megjelenhetnek, ha azok lehetővé teszik a homeosztázist. Ez a magyarázata az élő (biológiai) rendszerek változatosságának (variációinak) és változékonyságának (variabilitásának). Ha a sokféleség (diverzitás) az örökítő (genetikai) anyagban jön létre és még az utód rendszerbe is átkerül, akkor a változatosság (változékonyság) öröklődő lesz. A hirtelen fellépő új és öröklődő változat a mutáció. Ha azonban a metabolikus motor, az enzimek vagy a határoló struktúrák molekuláiban és/vagy kölcsönhatásaiban keletkezik olyan változás, amit a homeosztatikus állapot fenntartása megenged, akkor ez az új változat vagy módosulat a nem öröklődő modifikáció. A mutációk következtében az utódok – bár szerveződésükben lényegileg hasonlítanak az elődökhöz, de mégis – variációk egy témára, vagyis valamilyen mértékben különböznek egymástól. A variánsok életműködései szintén egymás változatai: az egyik az adott körülmények között jobb, a másik kevésbé. Emiatt azután a genetikai variánsoknak eltérő esélyük lesz életben maradni és majdan szaporodni; vagyis a különböző genetikai változatokra különféle szelekciók fognak hatni. Emiatt a változatok közötti válogatások irányítani fogják a következő nemzedékek genetikai összetételét; ez a biológiai evolúció genetikai alapja.

### Reprodukció

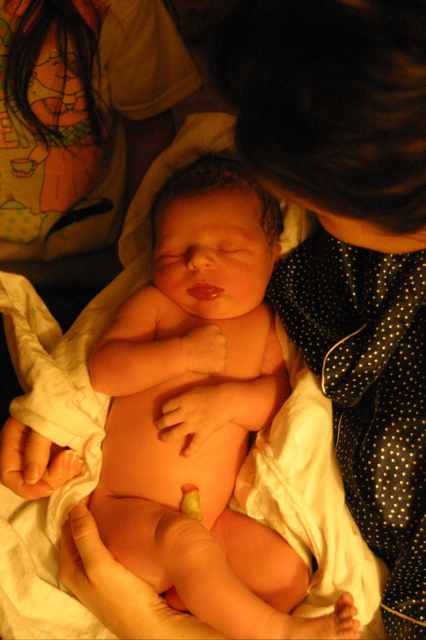
Egy új élet kezdetén…

Az élő szervezetek potenciálisan szaporodni is képesek, azaz saját magukhoz többé-kevésbé hasonló (lényegileg azonos szerveződésű) és ugyancsak szaporodóképes utódo(ka)t létrehozni. Ahhoz, hogy ez lehetséges legyen, a következőknek kell teljesülnie:
1. Az utódnak kapnia kell egy másolatot az örökítő anyagból (hiszen ez határozza meg a kifejlődésének és működésének programját).
2. Az utódnak kapnia kell egy teljes kémiai "motor"-t is, aminek segítségével elkezdi a saját anyagcseréjét. Enélkül az örökítő anyag információja haszontalan, mert az csakis az anyagcserében hasznosul (a biokatalizátorok felépítésére vonatkozik). Az anyagcsere kémiai reakcióhálózata a sejt formájában adható át az utódnak. Ezért nem lehetséges teljes sejt nélkül szaporodás.
3. Az utód tehát sejtből és a benne levő örökítőanyag-másolatból kezdi az önálló életét. Ez viszont sejtosztódást igényel. Az előd szervezet maga mint sejt vagy a szaporító szerveiben képződő sejtek osztódásával szaporítósejte(ke)t (csírasejte/ke/t) hoz létre sejtosztódással, és e szaporítósejtek jelentik az utód első kiindulási sejtjét.
4. A sejtosztódásnak kell biztosítania, hogy az utód első sejtjébe, a szaporítósejtbe bejusson a teljes örökítő anyag és az anyagcsere alrendszereinek összes releváns képviselője is, és ezek térbelileg el is tudjanak válni az előd hasonló alrendszereitől. Az anyagok pontos elosztódását és térbeli elkülönülését biztosítják a külső vagy belső vázstruktúrák (membránok, tokok, sejtfalak, sejtváz), amelyekhez kötődve és amelyek segítségével szállítódva az alrendszerek komponensei az utód kiindulási sejtjébe kerülnek.

Amennyiben az élő szervezetek a fentebb leírt módon reprodukálják magukat, azaz szaporodnak, akkor ez magyarázza, hogy az utódok nagyon hasonlítani fognak az előd(ök)re. De az információs zajok következtében az örökítő anyag mégsem tökéletes másolatban jut az utódokba, mert egy része folyton változik a hibák javítása ellenére; az utód tehát a DNS mutációit tartalmazó örökítő anyagot fog örökölni. Emiatt az utódok mégsem lesznek tökéletes másolatai az elődöknek, hanem különböző – kisebb-nagyobb mértékben eltérő, de még a homeosztázisok keretein belül levő – változatai (variánsai) azoknak. Az élő szervezetek – ha szaporodnak – utódaikban öröklődő változékonyságot (mutabilitást) is mutatnak, ami magyarázza az élővilág változatosságát és sokféleségét. Ez a változatosság azonban már az egyedek fölötti szerveződések (populációk, társulások és az egész élővilág) számára fontos, mert ez a változatosság lesz az alapja a különféle szelekciós folyamatoknak. Az egyes populációkban a genetikai változatosságot továbbá igen jelentős módon lehet fokozni az egyedek örökítő anyagának kombinációjával, ami az ivaros reprodukcióban valósul meg. Ebben az esetben két szülő örökítő anyagának kombinálódása hozza létre az utód genetikai anyagát, ami a szülői szervezetek párba állásának kombinációjával igen tekintélyes mértékben fokozza az utódok örökletes változatosságát.

Ha viszont adottak az öröklődő különféle változatok és ezek maguk is valamilyen mértékben reprodukálódnak, akkor a változatok között különböző szelekciók válogatni fognak: nem minden változatnak egyforma az esélye az életben maradásra, illetve a reprodukcióra. Ez az egyik folyamat, ami miatt nemzedékről nemzedékre a szervezetek változatainak összetétele változni fog. Ez a biológiai evolúció alapja.